# إرنست كلايس
إرنست كلايس هو مؤلف وكاتب وسياسي بلجيكي، ولد في 24 أكتوبر 1885 في بلجيكا، وتوفي في 2 سبتمبر 1968 في نفس البلد.

## روابط خارجية
- إرنست كلايس على موقع الموسوعة البريطانية (الإنجليزية)
- إرنست كلايس على موقع ميوزك برينز (الإنجليزية)